# Scipione Salviati
Scipione Salviati, I duca Salviati, nato Scipione Borghese, noto anche come Scipione Borghese-Salviati (Parigi, 23 giugno 1823 – Roma, 15 giugno 1892), è stato un nobile e politico italiano.

## Biografia
Rampollo della nobile famiglia romana dei Borghese, Scipione era figlio di Francesco Borghese, VII principe di Sulmona e di sua moglie, la duchessa francese Adele de La Rochefoucauld.
Educato a Firenze, ottenne il cognome di Salviati quando il cardinale Gregorio Salviati (m. 1794) nominò erede dei titoli e del cognome dei Salviati la famiglia dei principi Borghese dal momento che la sua unica nipote, Anna Maria, aveva sposato il principe Francesco Borghese. Questi, col suo testamento, aveva disposto che il suo terzogenito, Scipione, sostituisse al proprio il cognome Salviati di modo da poter continuare la casata.
Risiedendo a Roma, nel 1848 Scipione entrò a far parte della Guardia Civica della città, ma venne costretto a trasferirsi in Francia con l'avvento della Repubblica romana nel 1849. Dopo la restaurazione pontificia, poté fare ritorno a Roma, prendendo parte attivamente alla vita politica della città eterna. Fu aspro nemico di Giuseppe Garibaldi, contro cui si scontrò per la difesa dei domini dello Stato della Chiesa nel 1867 mentre l'eroe dei due mondi era diretto a Tivoli. Per il valore dimostrato Pio IX lo nominò capitano del corpo dei volontari romani per la difesa dello Stato Pontificio, oltre ad assegnargli la gran croce dell'Ordine del Cristo. Dopo la Breccia di Porta Pia e la conquista di Roma da parte del neonato Regno d'Italia nel 1878 fu il fondatore e primo presidente dell'Opera dei Congressi, che mirava a tutelare appunto i cattolici inseriti nel contesto del nuovo stato. Rimase in carica sino al 1879 quando gli venne concessa la presidenza onoraria.
Aveva sposato il 10 maggio 1847 a Parigi Jacqueline Arabelle de Fitz-James (1827-1903). Dalla loro unione nacquero quattro figli:
- Isabella Maria Adelaide (1849-1918); sposò il conte Gastone de Larderel;
- Francesca Saveria (1855-1912); sposò il cugino Francesco Borghese, duca di Bomarzo;
- Antonino Stefano Camillo (1860-1920), II duca Salviati; sposò la cugina Maria Aldobrandini;
- Maria Enrichetta (1862-1932).

Scipione Salviati morì a Roma il 15 giugno 1892.

## Ascendenza
|                                                              |                                                           |                                                                | Genitori                                                   |  |  | Nonni |  |  | Bisnonni                                 |  |  | Trisnonni                                         |  |
|                                                              |                                                           |                                                                |                                                            |  |  |       |  |  | Camillo Borghese, IV principe di Sulmona |  |  | Marcantonio III Borghese, III principe di Sulmona |  |
|                                                              |                                                           |                                                                |                                                            |  |  |       |  |  | Camillo Borghese, IV principe di Sulmona |  |  | Marcantonio III Borghese, III principe di Sulmona |  |
|                                                              |                                                           | Livia Spinola                                                  |                                                            |  |  |       |  |  | Camillo Borghese, IV principe di Sulmona |  |  |                                                   |  |
| Marcantonio IV Borghese, V principe di Sulmona               |                                                           |                                                                |                                                            |  |  |       |  |  | Camillo Borghese, IV principe di Sulmona |  |  |                                                   |  |
|                                                              |                                                           | Agnese Colonna di Paliano                                      | Filippo II Colonna, IX principe e duca di Paliano          |  |  |       |  |  |                                          |  |  |                                                   |  |
|                                                              |                                                           | Agnese Colonna di Paliano                                      | Filippo II Colonna, IX principe e duca di Paliano          |  |  |       |  |  |                                          |  |  |                                                   |  |
|                                                              |                                                           | Agnese Colonna di Paliano                                      | Olimpia Pamphilj                                           |  |  |       |  |  |                                          |  |  |                                                   |  |
| Francesco Borghese, VII principe di Sulmona                  |                                                           | Agnese Colonna di Paliano                                      |                                                            |  |  |       |  |  |                                          |  |  |                                                   |  |
|                                                              |                                                           | Averardo Saviati, VI duca di Giuliano                          | Gian Vincenzo Salviati, V duca di Giuliano                 |  |  |       |  |  |                                          |  |  |                                                   |  |
|                                                              |                                                           | Averardo Saviati, VI duca di Giuliano                          | Gian Vincenzo Salviati, V duca di Giuliano                 |  |  |       |  |  |                                          |  |  |                                                   |  |
|                                                              |                                                           | Averardo Saviati, VI duca di Giuliano                          | Anna Maria Boncompagni                                     |  |  |       |  |  |                                          |  |  |                                                   |  |
| Anna Maria Salviati, VII duchessa di Giuliano                |                                                           | Averardo Saviati, VI duca di Giuliano                          |                                                            |  |  |       |  |  |                                          |  |  |                                                   |  |
|                                                              |                                                           | Maria Cristina Lante Montefeltro della Rovere                  | Filippo Lante Montefeltro della Rovere, IV duca di Bomarzo |  |  |       |  |  |                                          |  |  |                                                   |  |
|                                                              |                                                           | Maria Cristina Lante Montefeltro della Rovere                  | Filippo Lante Montefeltro della Rovere, IV duca di Bomarzo |  |  |       |  |  |                                          |  |  |                                                   |  |
|                                                              |                                                           | Maria Cristina Lante Montefeltro della Rovere                  | Maria Virginia Altieri                                     |  |  |       |  |  |                                          |  |  |                                                   |  |
| Scipione Borghese-Salviati, I duca Salviati                  |                                                           | Maria Cristina Lante Montefeltro della Rovere                  |                                                            |  |  |       |  |  |                                          |  |  |                                                   |  |
|                                                              | François Alexandre Frédéric, VII duca di la Rochefoucauld | Louis François Armand de La Rochefoucauld, I duca d'Estissiac  |                                                            |  |  |       |  |  |                                          |  |  |                                                   |  |
|                                                              | François Alexandre Frédéric, VII duca di la Rochefoucauld | Louis François Armand de La Rochefoucauld, I duca d'Estissiac  |                                                            |  |  |       |  |  |                                          |  |  |                                                   |  |
|                                                              | François Alexandre Frédéric, VII duca di la Rochefoucauld | Marie de La Rochefoucauld, VI duchessa di La Rochefoucauld     |                                                            |  |  |       |  |  |                                          |  |  |                                                   |  |
| Alexandre François de La Rochefoucauld, III duca di Estissac | François Alexandre Frédéric, VII duca di la Rochefoucauld |                                                                |                                                            |  |  |       |  |  |                                          |  |  |                                                   |  |
|                                                              |                                                           | Félicité Sophie de Lannion                                     | Hyacinthe Gaëtan de Lannion, marchese di Lannion           |  |  |       |  |  |                                          |  |  |                                                   |  |
|                                                              |                                                           | Félicité Sophie de Lannion                                     | Hyacinthe Gaëtan de Lannion, marchese di Lannion           |  |  |       |  |  |                                          |  |  |                                                   |  |
|                                                              |                                                           | Félicité Sophie de Lannion                                     | Marie Charlotte Félicité de Clermont-Tonnerre              |  |  |       |  |  |                                          |  |  |                                                   |  |
| Adele de La Rochefoucauld                                    |                                                           | Félicité Sophie de Lannion                                     |                                                            |  |  |       |  |  |                                          |  |  |                                                   |  |
|                                                              |                                                           | François Marie Louis Pyvart de Chastullé, I conte di Chastullé | François Jacques Pyvart, signore di Chastullé              |  |  |       |  |  |                                          |  |  |                                                   |  |
|                                                              |                                                           | François Marie Louis Pyvart de Chastullé, I conte di Chastullé | François Jacques Pyvart, signore di Chastullé              |  |  |       |  |  |                                          |  |  |                                                   |  |
|                                                              |                                                           | François Marie Louis Pyvart de Chastullé, I conte di Chastullé | Jeanne Hardouineau de Landanière                           |  |  |       |  |  |                                          |  |  |                                                   |  |
| Adelaide Marie Françoise Pyvart de Chastullé                 |                                                           | François Marie Louis Pyvart de Chastullé, I conte di Chastullé |                                                            |  |  |       |  |  |                                          |  |  |                                                   |  |
|                                                              |                                                           | Marie-Madeleine Julie de Laffilard                             | François Maurice Laffilard                                 |  |  |       |  |  |                                          |  |  |                                                   |  |
|                                                              |                                                           | Marie-Madeleine Julie de Laffilard                             | François Maurice Laffilard                                 |  |  |       |  |  |                                          |  |  |                                                   |  |
|                                                              |                                                           | Marie-Madeleine Julie de Laffilard                             | Marie-Madeleine Richardot                                  |  |  |       |  |  |                                          |  |  |                                                   |  |
|                                                              |                                                           | Marie-Madeleine Julie de Laffilard                             |                                                            |  |  |       |  |  |                                          |  |  |                                                   |  |